# Raphaël Descraques
Pour les articles homonymes, voir Descraques.
Raphaël Descraques est un acteur, réalisateur et scénariste français, né le 11 mai 1991 à Vincennes (Val-de-Marne). Il occupe occasionnellement d'autres tâches comme le montage, le cadrage ou les effets spéciaux.
Il est principalement connu pour son interprétation du personnage de Raph dans la web-série Le Visiteur du futur réalisée par son frère François Descraques. Il fait partie du collectif Frenchnerd mais également du Golden Moustache dans lequel il réalise plusieurs vidéos humoristiques avec le groupe Suricate. Il coécrit, joue et réalise également, avec ses associés de Suricate, le film Les Dissociés.

## Biographie
Depuis très jeune, Raphaël Descraques joue dans les vidéos de son grand frère François Descraques.
Adolescent, il forme un groupe de musique avec ses amis Théo Noël et Luy Menager, nommé les dark teddy bears.
En 2009, il joue l'un des rôles principaux dans la web-série Le Visiteur du futur qui devient rapidement un buzz et une référence dans le domaine. Il continue à jouer son personnage durant les quatre saisons, jusqu'en 2014, et il intègre ainsi le collectif Frenchnerd.
Parallèlement, Raphaël Descraques se forme dans le domaine de l'audiovisuel et entre également dans un conservatoire à Paris.
En 2012, il apparaît régulièrement dans la web-série Le Guichet de Slimane-Baptiste Berhoun et co-scénarise avec lui la deuxième partie de la série.
Durant cette période, Raphaël Descraques réalise également des courts-métrages, notamment Les Super-Metro qui se fait rapidement remarquer par la presse.
Fin 2012, Golden Moustache fait alors appel à lui. Il réalise ainsi le court-métrage The Day The Earth Stopped Masturbating qui devient un buzz mondial et est vu des millions de fois. À la suite de ce succès, il intègre le groupe Suricate.
Raphaël Descraques réalise plusieurs sketchs avec l'équipe avec autant de réussites. Depuis le 13 avril 2013, la chaîne de télévision W9 diffuse la plupart de ses vidéos.
En 2013, Orangina le charge d'écrire un court-métrage mélangeant les univers du Golden Moustache et du Studio Bagel. Le film Mission 404 : Internet doit rester vivant devient alors rapidement un buzz, en particulier grâce à une distribution réunissant de nombreuses célébrités du web français.
En 2014, Raphaël Descraques continue à réaliser et à jouer dans la seconde saison de Suricate. Parmi ces vidéos, on peut notamment citer son court-métrage, Le Fantôme de Merde, relativement bien accueilli et qui met en scènes de nombreux invités de l'univers internet français.
Il collabore aussi quelquefois avec Ludovik pour scénariser et réaliser des courts-métrages indépendants tel que BlaBla ou Le Règne des Enfants.
En octobre 2014, il lance la chaîne YouTube Frenchball avec le collectif Frenchnerd.
Il participe à la vidéo Imagine Paris, où, avec une trentaine d'autres youtubers, il reprend Imagine de John Lennon.
En 2015, il joue, coécrit et réalise avec ses amis de Suricate, le film "Les Dissociés".

## Filmographie

### Acteur

#### Long métrage
- 2022 : Le Visiteur du Futur de François Descraques : Raph

#### FrenchNerd / FrenchBall
- 2009-2014 : Le Visiteur du futur (web-série) : Raph
- 2014-2015 : Frenchball (émission à sketchs) : lui-même
- 2014 : Le paramétrage de la vie
- 2014-2015 : Speed detective : Baudouin
- 2015 : La Théorie des balls (web-série) : Ralph
- 2016 : Le Secret des balls (web-série) : Ralph
- 2016 : The Mission Square (court-métrage) : Jojo

#### Golden Moustache / Suricate
- 2011-2012 : Le Golden Show (émission à sketchs)
- 2012 : The Day The Earth Stopped Masturbating / Le jour où la terre s'ébranla (court-métrage)
- 2012 : Franchement : La conduite
- 2012 : Franchement : Le job : arroseur automatique
- 2013 : Franchement : La pluie
- 2013 : SURICATE - Les métiers invisibles / Silly jobs : Shazam
- 2013 : SURICATE - La vie sexuelle des jeux vidéos : Mario / Sims / Link / Barre Tetris
- 2013 : SURICATE - Le mineur du cinéma
- 2013 : SURICATE - Le poker
- 2013 : SURICATE - Les nouveaux princes charmants / Modern day prince charming
- 2013 : SURICATE - Movies vs. Life
- 2013 : SURICATE - La Terre : Le film : Dieu
- 2013 : SURICATE - Se loger à Paris
- 2013 : SURICATE - S.O.S Retard / S.O.S Lateness : Mr Fichon
- 2013 : SURICATE - The Superheroes hangover : Spiderman
- 2013 : LOST ISLAND : Le repérage : Ralph Lecraque
- 2014 : SURICATE - Faites-le rire / Make him laugh : Sam
- 2014 : SURICATE - Siri
- 2014 : SURICATE - Movies vs. Life 2
- 2014 : SURICATE - Le cosmos
- 2014 : SURICATE - L'ultimatum
- 2014 : SURICATE - Le fantôme de merde / Shitty ghost : Félix
- 2015 : Les Dissociés (long-métrage) : Sacha / Lily
- 2017 : Le Hic de Nadja Anane

#### Autre
- 2002 : les chroniques de l'étrange, épisode 2 : le petit garçon
- 2012 : Les Super-Métro (court-métrage) : Ligne 1
- 2012 : Le Guichet (web-série)
- 2013 : Comic Con' 2013 (publicité) : lui-même
- 2013 : Mission 404 : Internet doit rester vivant (court-métrage) : Soldat
- 2013 : Palmashow l'émission (Quand ils séparent une bagarre, Quand ils vont en teuf) (émission à sketchs)
- 2014 : BlaBla (court-métrage) : Pascal
- 2014 : Le Règne des Enfants (court-métrage) : Jaques
- 2015 : Reboot (série télévisée) : l'autre majordome
- 2016 : Jeux de rôles sexy (de Parlons peu mais parlons) : l'invité
- 2016 : Y'a plus d'ingé son ! (court-métrage) : le maquilleur/ l'ingé son
- 2016 : The Walking Dead (court-métrage) de Norman Thavaud : Negan
- 2017 : Reading Dead (publicité)
- 2017 : Plastique, de l'or dans nos poubelles ! de Franck Ternier : lui-même
- 2018 : Jam (épisode 1, Le Casse du Siècle de Julien Josselin, Clément Marouzé	et Adrien Ménielle)
- 2018 : Le Petit Monstre d'Anaïs Vachez (court-métrage) : Léo
- 2018 : Gris de Romane Edinger
- 2019 : Les Impunis de Nadja Anane : Guilhem

### Réalisateur
- 2012 : Les Super-Métro (court-métrage)
- 2012 : The Day The Earth Stopped Masturbating (court-métrage)
- 2013-2014 : Suricate (émission à sketchs)
- 2014 : Le Règne des Enfants (court-métrage)
- 2014-2015 : Frenchball (émission à sketchs)
- 2015 : Les Dissociés (long-métrage)
- 2016 : The Mission Square[10] (court-métrage)
- 2018 : Lunaire[11] (court-métrage)

### Scénariste
Raphaël Descraques est scénariste de toutes ses réalisations.
- 2012 : Le Guichet (web-série)
- 2013 : Mission 404 : Internet doit rester vivant (court-métrage)
- 2014 : BlaBla (court-métrage)
- 2015 : La Théorie des balls (web-série)
- 2016 : Les Soldats en Carton (non adapté)
- 2017 : Human Kind (non adapté)
- 2019 : Les Impunis